# Stefan Riesen
Pour les articles homonymes, voir Riesen.
Stefan Riesen né le 11 août 1973 à Berne en Suisse est un triathlète et duathlète professionnel, vainqueur sur l'Ironman France et champion du monde de duathlon longue distance.

## Palmarès
Les tableaux présentent les résultats les plus significatifs (podium) obtenus sur le circuit national et international de triathlon et de duathlon depuis 1999.
| Année | Compétition            | Pays           | Position           | Temps           |
| ----- | ---------------------- | -------------- | ------------------ | --------------- |
| 2011  | Ironman Ratisbonne     | Allemagne      | Médaille d'argent  | 8 h 36 min 54 s |
| 2009  | Ironman Suisse         | Suisse         | Médaille d'argent  | 8 h 31 min 10 s |
| 2009  | Triathlon de Lausanne  | Suisse         | Médaille de bronze | 2 h 0 min 47 s  |
| 2008  | Ironman Suisse         | Suisse         | Médaille d'argent  | Timing          |
| 2007  | Ironman Afrique du Sud | Afrique du Sud | Médaille de bronze | Timing          |
| 2006  | Ironman Suisse         | Suisse         | Médaille d'or      | 8 h 16 min 50 s |
| 2004  | Ironman France         | France         | Médaille d'or      | 8 h 43 min 15 s |
| 2004  | Triathlon de Gérardmer | France         | Médaille d'or      | 8 h 43 min 15 s |
| 2003  | Ironman Suisse         | Suisse         | Médaille d'argent  | Timing          |
| 2003  | Ironman France         | France         | Médaille d'argent  | 8 h 40 min 33 s |
| 2001  | Ironman Suisse         | Suisse         | Médaille de bronze | Timing          |
| 2001  | Ironman France         | France         | Médaille d'argent  | 8 h 56 min 6 s  |
| 2000  | Inferno Triathlon      | Suisse         | Médaille d'or      | 8 h 34 min 27 s |

| Année | Compétition                                       | Pays     | Position          | Temps           |
| ----- | ------------------------------------------------- | -------- | ----------------- | --------------- |
| 2004  | Championnats de Suisse de duathlon                | Suisse   | Médaille d'or     | Timing          |
| 2003  | Powerman Duathlon Zofingen                        | Suisse   | Médaille d'or     | 6 h 28 min 45 s |
| 2003  | Championnats du monde de duathlon longue distance | Suisse   | Médaille d'or     | 6 h 28 min 45 s |
| 2003  | Championnats de Suisse de duathlon                | Suisse   | Médaille d'or     | Timing          |
| 2002  | Powerman Autriche                                 | Autriche | Médaille d'argent | 3 h 13 min 15 s |
| 2002  | Championnats du monde de duathlon longue distance | Autriche | Médaille d'argent | 3 h 13 min 15 s |
| 1999  | Powerman Autriche                                 | Autriche | Médaille d'argent | 3 h 16 min 34 s |

## Voir Aussi